# The Middle (canção de Zedd, Maren Morris e Grey)
"The Middle" é uma canção do músico e DJ russo-alemão Zedd, com a cantora americana Maren Morris e a dupla musical Grey. Foi escrito por Jordan K. Johnson, Sarah Aarons, Zedd, Grey e The Monsters and Strangerz, com a produção realizada pelos três últimos. Foi lançado em 23 de janeiro de 2018 através da Interscope Records.

## Antecedentes e liberação
A canção foi revelada pela primeira vez em uma entrevista acompanhada de uma demonstração da capa da revista Billboard, publicado em 10 de agosto de 2017. Zedd interpretou o material inédito para o entrevistador Chris Martins em um estúdio, um dos quais foi "The Middle", que contou com os vocais da co-escritora Sarah Aarons em sua versão demo.
Em 11 de janeiro de 2018, Zedd foi até às suas redes sociais para dar uma prévia da nova música, dizendo: "Ei pessoal, é agora que eu queria mostrar para vocês uma prévia para minha nova música. Confiram". Após isso, ele tocou um pequeno trecho da música. A colaboração foi anunciada oficialmente através das redes sociais em 19 de janeiro de 2018, juntamente com a capa do single, que Zedd publicou um dia antes sem um título sobre ela.
Zedd disse em uma entrevista que eles "trabalharam muito duro nessa música para conseguir o melhor resultado possível". Ele também falou sobre a oportunidade de trabalhar com ambos os colaboradores, afirmando que trabalhar com Morris foi "super divertido porque ela é claramente uma cantora incrível e muito talentosa" e que ele adorou trabalhar com Gray porque, segundo ele, eles se esforçam para "fazer a melhor música possível". Morris acrescentou: "É tão bom e tão fácil trabalhar com o Zedd. Parecia que trabalhávamos juntos há anos. O som reflete minhas muitas influências como artista - um pouco do meu país, um pouco de pop, um pouco do R&B, emocional e bastante atraente. Não há limites com essa canção e mal posso esperar para ver como os fãs irão reagir". Ela revelou que gravou seu vocal para a música com Zedd em Nashville "várias semanas" antes do lançamento da música. Gray admitiu que enfrentaram alguns obstáculos durante a produção, mas eles "continuaram lutando por isso" porque a música era especial.

## Faixas e formatos
| Download digital |              |         |  |
| N.º              | Título       | Duração |  |
| 1.               | "The Middle" | 3:04    |  |

## Créditos e pessoal
Créditos adaptados através do serviço Tidal.
- Zedd – composição, produção, mixagem
- Grey – composição, produção, mixagem
- Jordan K. Johnson – composição
- The Monsters and the Strangerz – composição, produção
- Sarah Aarons – composição
- Tom Norris – mixagem

## Desempenho nas tabelas musicais
| Tabelas musicais (2018)                        | Melhor posição |
| ---------------------------------------------- | -------------- |
| O campo songid é OBRIGATÓRIO PARA PARADA ALEMÃ | 17             |
| Alemanha Dance (Official German Charts)        | 5              |
| Austrália (ARIA)                               | 7              |
| Áustria (Ö3 Austria Top 75)                    | 12             |
| Bélgica (Ultratop 50 da Valônia)               | 33             |
| Bélgica (Ultratop Dance da Valônia)            | 3              |
| Bélgica (Ultratop 50 de Flandres)              | 14             |
| Bélgica (Ultratop Dance de Flandres)           | 7              |
| Canadá (Canadian Hot 100)                      | 6              |
| Canadá (Billboard AC)                          | 35             |
| Canadá (Billboard CHR/Top 40)                  | 4              |
| Dinamarca (Tracklisten)                        | 24             |
| Escócia (Scottish Singles Chart)               | 8              |
| Eslováquia (Singles Digitál Top 100)           | 15             |
| Espanha (PROMUSICAE)                           | 84             |
| Estados Unidos (Billboard Adult Contemporary)  | 22             |
| Estados Unidos (Billboard Adult Top 40)        | 9              |
| Estados Unidos (Billboard Dance Club Songs)    | 20             |
| Estados Unidos (Billboard Dance/Electronic)    | 1              |
| Estados Unidos (Billboard Hot 100)             | 6              |
| Estados Unidos (Billboard Mainstream Top 40)   | 2              |
| Estados Unidos (Billboard Rhythmic Songs)      | 18             |
| França (SNEP)                                  | 170            |
| Irlanda (IRMA)                                 | 7              |
| Itália (FIMI)                                  | 71             |
| Japão (Japan Hot 100)                          | 56             |
| Letônia (Latvijas Top 40)                      | 8              |
| Malásia (RIM)                                  | 7              |
| Noruega (VG-lista)                             | 10             |
| Nova Zelândia (Recorded Music NZ)              | 9              |
| Países Baixos (Dutch Top 40)                   | 3              |
| Países Baixos (Single Top 100)                 | 7              |
| Portugal (AFP)                                 | 25             |
| Reino Unido (UK Singles Chart)                 | 7              |
| República Checa (Singles Digitál Top 100)      | 9              |
| Singapura (RIAS)                               | 5              |
| Suécia (Sverigetopplistan)                     | 19             |
| Suíça (Schweizer Hitparade)                    | 27             |

## Certificações
| País                  | Certificação | Vendas |
| --------------------- | ------------ | ------ |
| Austrália (ARIA)      | Ouro         | 35.000 |
| Canadá (Music Canada) | Ouro         | 40.000 |
| Nova Zelândia (RMNZ)  | Ouro         | 15.000 |
| Suécia (GLF)          | Ouro         | 20.000 |

## Histórico de lançamento
| Região         | Data                  | Formato                | Gravadora  | Ref.   |
| -------------- | --------------------- | ---------------------- | ---------- | ------ |
| Vários         | 23 de janeiro de 2018 | Download digital       | Interscope | [ 3 ]  |
| Estados Unidos | 30 de janeiro de 2018 | Contemporary hit radio | Interscope | [ 54 ] |